# Landgraben-Dumme-Niederung nördlich Salzwedel

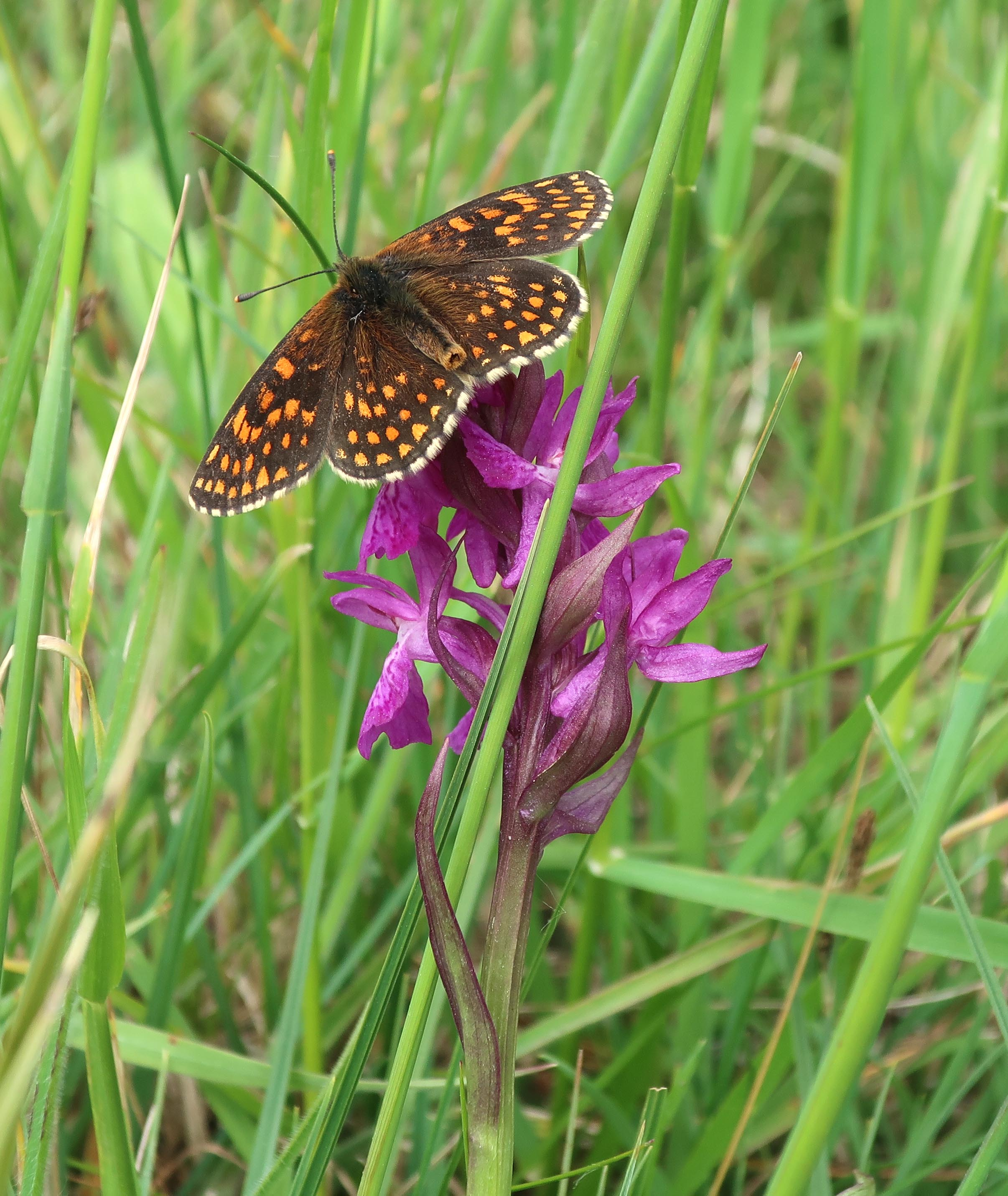
Torfwiesen-Scheckenfalter im Cheiner Torfmoor auf einer kleinen Orchidee (Breitblättriges Knabenkraut)

Die Landgraben-Dumme-Niederung nördlich Salzwedel ist ein FFH-Gebiet an der Salzwedeler Dumme in der Stadt Salzwedel und der Gemeinde Dähre im Altmarkkreis Salzwedel in Sachsen-Anhalt.

## Allgemeines
Das FFH-Gebiet ist circa 2937 Hektar groß (beim Bundesamt für Naturschutz ist die Größe mit 2903 Hektar angegeben). Es überlagert sich zum größten Teil mit dem 2612 Hektar großen EU-Vogelschutzgebiet „Landgraben-Dumme-Niederung“ (beim Bundesamt für Naturschutz ist die Größe mit 2577 Hektar angegeben). Nach Norden und Westen grenzt es zum größten Teil an das auf dem Gebiet des Landes Niedersachsen liegende FFH- und EU-Vogelschutzgebiet „Landgraben- und Dummeniederung“, das durch Naturschutz- bzw. Landschaftsschutzgebiete rechtlich gesichert ist. Westlich von Salzwedel grenzt das FFH-Gebiet kleinflächig an das FFH-Gebiet „Beeke-Dumme-Niederung“. Es ist durch die Landesverordnung zur Unterschutzstellung der Natura 2000-Gebiete im Land Sachsen-Anhalt (N2000-LVO LSA) seit dem 21. Dezember 2018 rechtlich gesichert. Zuständige untere Naturschutzbehörde ist der Altmarkkreis Salzwedel.

## Beschreibung
FFH- und EU-Vogelschutzgebiet liegen nordwestlich bis nordöstlich von Salzwedel an der Landesgrenze zu Niedersachsen. Das Gebiet ist Teil des Grünen Bandes und wurde aufgrund seiner Lage an der ehemaligen innerdeutschen Grenze über Jahrzehnte nur extensiv genutzt. Das Gebiet umfasst ein Mosaik aus artenreichen Grünländern mit Röhrichten, Großseggenrieden und Feuchtgebüschen, Bruchwäldern, naturnahen Fließgewässern und einem weitläufigen Grabensystem. Die Niederung ist zusammen mit dem Niederungsbereich auf dem Gebiet des Landes Niedersachsen Teil einer bundesweit bedeutenden Biotopverbundachse für Feuchtgebiete.
Die Grünländer sind vielfach artenreich ausgebildet. Je nach Standort siedeln unter anderem Wiesenfuchsschwanz, Rasenschmiele, Rotschwingel, Wolliges Honiggras, Mittleres Zittergras, Feldhainsimse, Knöllchensteinbrech, Ruchgras, Wiesenpippau, Weißes Labkraut, Scharfer Hahnenfuß, Wiesenschaumkraut, Kuckuckslichtnelke, Echtes Labkraut, Wiesenplatterbse, Margerite und Wiesenflockenblume. Auf Feuchtwiesen siedeln unter anderem Sumpfdotterblume, Schlangenknöterich, Bachnelkenwurz und Breitblättriges Knabenkraut. Im Cheiner Torfmoor, einem etwa 400 Hektar großen Niedermoorgebiet am Rand der Buchhorst, das zu einem großen Teil innerhalb des FFH-Gebietes liegt, sind Feuchtwiesen mit Waldengelwurz, Kohldistel, Sumpfblutauge, Großem Klappertopf, Gewöhnlicher Natternzunge, Sumpfdreizack, Erdbeerklee, Teufelsabbiss, Kleinem Baldrian und Schmalblättrigem Wollgras sowie Sumpfgreiskraut, Sumpfschafgarbe, Sumpfdreizack, Sumpffarn, Gelber Wiesenraute, Fieberklee, Schildehrenpreis und Grünlicher Gelbsegge ausgebildet. In die Feuchtwiesen bei Hoyersburg sind fragmentarische Salzwiesen eingebettet. Hier siedeln Strandmilchkraut, Salzbunge, Stranddreizack, Salzschuppenmiere, Salzbinse, Erdbeerklee und Tausendgüldenkraut.
Wälder sind vielfach als Erlen-Eschenwälder ausgebildet. In der Krautschicht siedeln unter anderem Schlank- und Ufersegge, Großer Wasserschwaden, Wasserminze und Wolfstrapp. Weiterhin stocken Erlenbruchwälder, beispielsweise großflächig in dem rund 1500 Hektar großen Stadtforst Salzwedel, zusammen mit weiteren Feuchtwäldern auf niedersächsischer Seite einem der größten Feuchtwaldkomplexe in Deutschland, der aus der rund 1100 Hektar großen Buchenhorst nordwestlich und dem rund 400 Hektar großen Bürgerholz nordöstlich von Salzwedel besteht, und Grauweidengebüsche.
Die Fließgewässer verfügen über Wasservegetation aus Schmalblättrigem Merk, Gelber Teichrose, Schwimmendem Laichkraut, Kammlaichkraut, Sumpfwasserstern, Einfachem Igelkolben, Gewöhnlichem Pfeilkraut, Blauem Wasserehrenpreis, Bachbunge und Brunnenkresse. Stellenweise sind auch Stillgewässer zu finden, in denen unter anderem Wasserhahnenfuß und Froschbiss wächst.
Das Gebiet ist Lebensraum des Fischotters und einer artenreichen Fledermausfauna. So sind hier Mopsfledermaus, Rauhautfledermaus, Große Bartfledermaus, Großer Abendsegler, Braunes Langohr, Wasserfledermaus, Zwergfledermaus sowie seltener auch Kleine Bartfledermaus, Kleiner Abendsegler und Mückenfledermaus heimisch.
Amphibien sind unter anderem durch Moorfrosch und Laubfrosch vertreten. Weiterhin sind Kammmolch, Kleiner Wasserfrosch und Knoblauchkröte heimisch.
Die Wustrower Dumme beherbergt zahlreiche Wasserinsekten, darunter Eintagsfliegen, Köcherfliegen, Wasserwanzen und wasserbewohnende Käfer. Libellen sind unter anderem durch Blauflügel-Prachtlibelle, Vogelazurjungfer, Grüne Flussjungfer, Große Moosjungfer und Zierliche Moosjungfer im Gebiet vertreten. Besondere Bedeutung hat das Gebiet auch für verschiedene Tagfalter. So sind in den Feuchtwäldern unter anderem die Schmetterlinge Schwarzfleckiger Golddickkopffalter, Kleiner Eisvogel, Kleiner Schillerfalter und Großer Schillerfalter zu finden. Die Feuchtwiesen im Bereich des Cheiner Torfmooses beherbergen Vorkommen von Baldrianscheckenfalter, Wegerichscheckenfalter, Gemeiner Scheckenfalter und Mädesüßperlmuttfalter.
Die Fließgewässer beherbergen unter anderem Bachneunauge, Steinbeißer, Äsche, Rapfen und Bitterling. Weiterhin kommt der Schlammpeitzger im Gebiet vor.
Das Gebiet ist auch Lebensraum zahlreicher Vogelarten. So kommen hier unter anderem Schwarzstorch und Kranich, Seeadler, Rohrweihe, Wiesenweihe, Wespenbussard, Rotmilan, Schwarzmilan, Schwarzspecht, Mittelspecht, Waldschnepfe, Bekassine, Kiebitz, Großer Brachvogel, Eisvogel, Neuntöter, Ortolan und Sperbergrasmücke vor.
An den Kusebruchwiesen zwischen Buchenhorst und Jeetze gibt es einen Beobachtungsstand zur Naturbeobachtung.
Auf dem Gebiet des Landes Sachsen-Anhalt grenzt das FFH-Gebiet vielfach an landwirtschaftliche Nutzflächen. Es wird im Westen von der Bundesstraße 71, der Landesstraße 6 und der Bahnstrecke Stendal–Uelzen sowie nördlich bzw. nordöstlich von Salzwedel von der Bundesstraße 248 und der Kreisstraße 1002 sowie der ehemaligen Bahnstrecke Salzwedel–Dannenberg gequert.